# Nathan Sinkala
Nathan Sinkala est un footballeur international zambien né le 22 novembre 1990. Il évolue au poste de milieu de terrain ou de défenseur avec le ZESCO United.

## Biographie
Nathan Sinkala commence sa carrière de footballeur au Zanaco Football Club en 2007, avant de partir au Green Buffaloes Football Club. Dès son arrivée au Green Buffaloes, il est prêté à l'Hapoël Ironi Kiryat Shmona où il joue avec l'équipe réserve du club pendant la saison 2008-2009. Avec les Buffaloes, lors de la saison 2009 Sinkala marque trois buts en championnat, et deux buts la saison suivante. Il remporte en 2010 la Zambian Charity Shield. 
Sinkala fait ses débuts avec l'équipe de Zambie en 2011, et fait partie des joueurs appelés pour participer à la Coupe d'Afrique des nations 2012,. La Zambie remporte la compétition et Sinkala s'engage dans la foulée au Tout Puissant Mazembe pour une durée de trois ans. En 2013, il est également sélectionné pour participer à la Coupe d'Afrique des nations 2013. En octobre 2013, à cause d'un litige entre le TP Mazembe et la fédération de Zambie, Sinkala et deux de ses coéquipiers en club sont placés sous mandat d'arrêt. Leurs passeports sont d'abord confisqués par les autorités zambiennes avant que le gouvernement n'annule ces mandats. 
Le 8 janvier 2014, Sinkala rejoint en prêt le Football Club Sochaux-Montbéliard qui évolue en Ligue 1. Malgré sa volonté de rester en France, Sinkala est prêté, en juillet au club suisse Grasshopper Zurich. En décembre 2014, il fait partie de la liste de joueurs présélectionnés pour la Coupe d'Afrique des nations 2015. En février 2015, il se blesse lors du premier match de la Zambie dans la compétition. Le Grasshopper résilie ainsi son prêt et Sinkala retourne au TP Mazembe.

## Palmarès
- Vainqueur de la Coupe de la confédération 2017